# Daniela Wallen
Daniela Wallen Morillo (Caracas, Venezuela; 4 de abril de 1995) es una jugadora de baloncesto venezolana que pertenece a la plantilla de Keflavík de la Úrvalsdeild kvenna de Islandia. Con 1,80 metros de estatura, juega en la posición de alero.
Jugó baloncesto universitario para Northwest Florida State College y Oklahoma City University y ganó el campeonato NAIA con este último en 2017. Después de su carrera universitaria, jugó profesionalmente en tres continentes. En 2018 ganó el campeonato de la Liga Paraguaya con Sol de América Asunción y al año siguiente ganó el campeonato de Finlandia como integrante de Peli-Karhut.

## Biografía
Wallen creció en Venezuela donde jugó al fútbol en su juventud. Sus padres eran ambos exjugadores de baloncesto, pero ella comenzó a jugar baloncesto con un equipo juvenil a la edad de 15 años y el mismo año jugó por primera vez para uno de los equipos nacionales juveniles de Venezuela.

## Universidad
Wallen comenzó su carrera universitaria en Independence Community College en 2013. Después de tener problemas para adaptarse a los nuevos entornos, principalmente debido a la barrera del idioma, ya que no hablaba inglés, Wallen se transfirió a Northwest Florida State College la temporada siguiente. Durante la temporada 2014-2015, fue nombrada primer equipo All- Panhandle Conference después de promediar 15,4 puntos, 8,6 rebotes y 3,79 robos por partido. En 2015, se transfirió nuevamente, esta vez a la Universidad de Oklahoma City. Durante su primer año, promedió 19,6 puntos, 9,3 rebotes, 3,2 asistencias y 3,3 robos por partido y fue nombrada jugadora del año de la Sooner Athletic Conference. La temporada siguiente, ayudó a Oklahoma a ganar el campeonato NAIA y fue nombrada MVP del torneo.

## Profesional
La primera parada profesional de Wallen fue con IK Eos en la Basketligan dam durante la temporada 2017-2018, donde promedió 16,4 puntos y 11,8 rebotes por partido. En marzo de 2018 firmó con los Geelong Supercats de la SEABL australiana. Después de la temporada SEABL, firmó con Sol de América Asunción donde ganó el campeonato de la Liga Paraguaya con Sol de América Asunción y fue nombrada MVP de las Finales en diciembre del mismo año.
En febrero de 2019, Wallen se unió a Peli-Karhut del finlandés Naisten Korisliiga. En abril, ganó el campeonato finlandés después de que Peli venciera a Catz Lappeenranta en la final. En 2019, Wallen firmó con Keflavík del Úrvalsdeild kvenna islandés. Promedió 24,7 puntos, 13,1 rebotes y 4,9 asistencias durante la temporada 2019-20 con Keflavík en tercer lugar cuando el resto de la temporada fue cancelado debido a la pandemia de coronavirus en Islandia. Volvió a firmar con Keflavík y tuvo una segunda temporada destacada, con un promedio de 25,6 puntos y líder de la liga con 17,0 rebotes por partido y fue nombrada Jugadora Extranjera del Año de Úrvalsdeild.
En 2023, volvió a ser nombrada Jugadora Extranjera del Año de Úrvalsdeild después de llevar a Keflavík a la final de Úrvalsdeild y promediar 20,4 puntos, 11,7 rebotes y 4,6 asistencias durante las temporadas regulares y los playoffs.

## Selección nacional
| Torneo                                        | Sede        | Posición     | Partidos |
| --------------------------------------------- | ----------- | ------------ | -------- |
| Campeonato Sudamericano de Baloncesto de 2013 | Argentina   | 4.º          | 3        |
| Campeonato FIBA Américas de 2013              | México      | 8.º          | 6        |
| Campeonato Sudamericano de Baloncesto de 2014 | Ecuador     | Tercer lugar | 5        |
| Juegos Panamericanos de 2015                  | Canadá      | 7.º          | 4        |
| Campeonato FIBA Américas de 2015              | Canadá      | 5.º          | 7        |
| Campeonato Sudamericano de Baloncesto de 2016 | Venezuela   | Subcampeón   | 6        |
| Campeonato FIBA Américas de 2017              | Argentina   | 9.º          | 5        |
| Campeonato Sudamericano de Baloncesto de 2018 | Colombia    | 5.º          | 4        |
| Campeonato FIBA Américas de 2021              | Puerto Rico | 6.º          | 6        |
| Campeonato Sudamericano de Baloncesto de 2022 | Argentina   | 4.º          | 7        |
| Campeonato FIBA Américas de 2023              | México      | 6.º          | 1        |
| Total                                         | Total       | Total        | 61       |